# Pieter Holstein
Pieter Holstein (Enschede, 4 mei 1934) is een Nederlands tekenaar, kunstschilder en graficus.
Holstein werd geboren te Enschede in Twente. Hij volgde van 1954 tot 1957 zijn opleiding aan de Cooper Union Art School te New York. In 1958 werkte hij op het grafisch atelier van Stanley Hayter in Parijs. Holstein werd bekend met ingekleurde etsen. Hij exposeerde zijn werk in binnen- en buitenland, maakt kunstenaarsboeken en publiceerde zijn tekeningen in het weekblad Vrij Nederland.

## Invloed
Pieter Holstein was als leraar verbonden aan de academie te 's-Hertogenbosch en aan de Academie voor Kunst en Industrie te Enschede. Hij was tot 1985 hoofddocent van de afdeling 'vrije grafiek' aan de Rijksakademie van Beeldende Kunsten.  Rond 1970 werd Holsteins werk tot de Nieuwe figuratie gerekend en vergeleken met werk van Reinier Lucassen en Roger Raveel. Tijdens de opkomst van de Nieuwe Wilden rond 1980 werden zijn werken geëxposeerd en vergeleken met schilderijen van bijvoorbeeld Peter Klashorst.

## Tekenstijl
Pieter Holstein maakt illustratieve, figuratieve voorstellingen, met interieurs, landschappen,  lettertekens en symbolen in soms raadselachtige combinaties.
Holsteins' ingekleurde etsen in een pseudo-onbeholpen lijnvoering  hebben soms een absurdistische voorstelling en geven met behulp van tekst en beeld ironisch commentaar op de kunst en de waarneming. Zijn schilderijen lijken soms op kindertekeningen in kleurboeken of op cartoons. Holstein maakt schilderijen met droomachtige landschappen.

## Exposities
In januari 1999 had Pieter Holstein een omvangrijke solotentoonstelling in het Rietveldpaviljoen  De Zonnehof te Amersfoort. Holstein toonde een overzicht van meer dan honderd tekeningen merendeels zonder titels en jaartallen. De expositie kreeg een positieve recensie in het tijdschrift Art in America.

## Trivia
Holstein had zijn ateliers lange tijd in New York en Amsterdam.
Nu woont hij afwisselend in Amsterdam en in Frankrijk.